# Yaeko Yamazaki
Yaeko Yamazaki (japonès: 山崎八重子)  (Ōmuta, 2 de setembre de 1950) va ser una jugadora de voleibol japonesa que va competir durant la dècada de 1970.
El 1972 va prendre part en els Jocs Olímpics de Múnic, on guanyà la medalla d'or en la competició de voleibol.